# 1595
Évszázadok: 15. század – 16. század – 17. század
Évtizedek: 1540-es évek – 1550-es évek – 1560-as évek – 1570-es évek – 1580-as évek – 1590-es évek – 1600-as évek – 1610-es évek – 1620-as évek – 1630-as évek – 1640-es évek
Évek: 1590 – 1591 – 1592 – 1593 –  1594 – 1595 – 1596 – 1597 – 1598 – 1599 – 1600

## Események

### Határozott dátumú események
- január 10. – A pozsonyi országgyűlés törvénybe iktatja I. Rudolf és Báthory Zsigmond törökellenes szövetségét.[1]
- április 16. – A gyulafehérvári országgyűlés ratifikálja Rudolf és Báthory Zsigmond törökellenes szövetségét.[1]
- augusztus 6. – Báthory Zsigmond nőül veszi Habsburg Károly főherceg leányát, Mária Krisztierna főhercegnőt.[1]
- augusztus 23. – A călugăreni-i csata, melyben a török győzelmet aratnak Vitéz Mihály vezette havasalföldi csapatok felett.[2]
- október 18. – Báthory Zsigmond a fejedelmi hadakkal, valamint a hozzá csatlakozott maradék havasalföldi sereggel beveszi Târgoviștét.[2]
- október 30. – Báthory Zsigmond erdélyi fejedelem és II. Mihály havasalföldi fejedelem győzelmet aratnak Gyurgyevónál a törökök felett a tizenöt éves háborúban.[3][4]

### Határozatlan dátumú események
- tavasz – Ștefan Răzvan kerül Moldva fejedelmi székébe.[2] (Hatalma rövid életűnek bizonyult, mivel még az év közepén Ieremia Movilă megbuktatta.)[5]
- december – Kirill Terleckij lwówi és Ipatyij Potyej volhíniai püspök elfogadja a pápa felsőbbségét, és leteszi az esküt VIII. Kelemen pápának. A Lengyel-Litván Királyság pravoszláv egyház egyesülését a római katolikus egyházzal a következő évben megtartott breszti zsinat szentesítette.[6]

## Születések
- április 24. – Szelepcsényi György prímás, esztergomi érsek († 1685)
- december 4. – Jean Chapelain francia költő († 1674)
- ismeretlen dátum – Pocahontas, amerikai bennszülött indián nő, a póheten törzsszövetség főnökének leánya († 1617)

## Halálozások
- január 15. – III. Murád, az Oszmán Birodalom 12. szultánja (* 1546)
- április 25. – Torquato Tasso itáliai barokk költő (* 1544)
- május 26. – Néri Szent Fülöp katolikus pap (* 1515)

## Európai időjárás
November végétől márciusig kemény tél Közép- és Dél-Európában valamint a Balti-tengeren. A Boden-tó és a Zürichi-tó befagyott.